# Ronja (nombre propio)
Ronja es un nombre propio femenino utilizado en los países nórdicos. 
Fue creado por la autora sueca Astrid Lindgren para su libro «Ronja, la hija del bandolero» (Ronja Rövardotter). 
Se dice que acuñó el nombre utilizando la parte media de «Juronjaure», el nombre de un lago de Suecia.
Sin embargo, Ronja es también el apelativo familiar en ruso del nombre propio Veronika, aunque solo unas pocas personas tienen este nombre en los países nórdicos.
Fue el tercer nombre más popular dado a los niños nacidos en las Islas Feroe en 2008, y está aumentando en popularidad en otros países nórdicos.
En inglés es traducido como Ronia.